# 金一鏡
金一鏡（：／，1662年—1724年12月8日），字人鑑，號丫溪，本貫光山，朝鮮王朝后期的文臣及政治人，性理學者，詩人。。

## 著作
- 丫溪集

## 外部連結
- 金一鏡[永久] 
- 金一鏡 （页面存档备份，存于） 
- “시원하게 나를 죽이라” 한겨레 21 